# Babeldaob
Babeldaob (ook gespeld als Babelthuap) is met een oppervlakte van 397 vierkante kilometer het grootste eiland van Palau. Op Babeldaob liggen 10 van de 16 staten van Palau. Het hoogste punt van het eiland is de Mount Ngerchelchuus (242 m), dat ook de hoogste berg van het land is.

## Natuur
Op Babeldaob komen de volgende zoogdieren voor:
- Suncus murinus (geïntroduceerd)
- Huismuis (Mus domesticus) (geïntroduceerd)
- Polynesische rat (Rattus exulans) (geïntroduceerd)
- Bruine rat (Rattus norvegicus) (geïntroduceerd)
- Pteropus pelewensis
- Pteropus pilosus (uitgestorven)
- Emballonura semicaudata